# Ramaz Nozadze
Ramaz Nozadze, né le 16 octobre 1983 à Tbilissi (Union soviétique), est un lutteur géorgien. Il a participé aux Jeux olympiques d'été de 2004 dans lesquels il obtient la médaille d'argent après avoir perdu contre Karam Gaber en finale de la catégorie des poids lourds (96 kg).
En 2007, lors des Championnats du monde il remporte la médaille d'or après avoir pris le bronze en 2003.